# Парк шоу (пилотен епизод)
„Парк шоу“ (на английски: Regular Show) е пилотният епизод на анимационния сериал „Парк шоу“. Епизодът е изцяло продукция на Джей Джи Кинтел, който е и създателят на сериала. На 14 август 2009 г. е пуснат онлайн на cartoonnetwork.com. По-късно, когато се дава „зелена светлина“ на пилотния епизод, се излъчва на 6 септември 2010 г. в проекта на Cartoon Network „The Cartoonstitute“, който позволява на млади аниматори да създават пилотни епизоди, които впоследствие може да прераснат в сериал.

## Сюжет
Внимание:  Текстът по-долу разкрива сюжета на произведението (или части от него)!
В началото на епизода Мордекай и Ригби (по-долу наричани „момчетата“) си приготвят зърнена закуска. За да определят кой да я изяде те си бият юмруци, като Мордекай печели. В този момент през вратата на кухнята излизат Бенсън и Дядко, носещи двуместен стол. Мордекай и Ригби го харесват и ги последват до пътеката, когато разбират, че Бенсън и Дядко искат да изхвърлят стола. Тогава момчетата настояват да го задържат, като впоследствие установяват, че това е „най-удобният стол на света“. След като Бенсън го няма те започват да молят Дядко да го задържат, като се карат помежду си на кой да остане. Той казва, че не може да реши на кой да го даде, но предлага на момчетата да се разберат сами. Тогава Мордекай предлага на Ригби да играят на юмруци и победителят да го вземе, но Ригби отказва. Той предлага да играят на „Камък, ножица, хартия“. Бенсън ги предупреждава да не играят, тъй като това е игра на злото, но те го правят. Започват играта, натрупва се публика и започват залагания, като след стоторното равенство се образува огромна черна дупка, която започва да поглъща всичко в парка. След като виждат, че дупката започва да засмуква и стола, те се втурват да го задържат, а Дядко се обажда на Бенсън и Скипс за помощ. Ригби, Мордекай и Дядко се хващат един за друг, за да спасят стола, който е завлечен от дупката, като го хващат здраво, но тогава се показва зелено чудовище от нея, като я уголемява още повече. Скипс и Бенсън пристигат на помощ. Ригби е наполовина погълнат от дупката, като тогава Скипс се хваща за колата, а Бенсън започва да тегли всички назад, докато машината не стига крайния си предел – вратата на гаража. Момчетата са принудени да приключат спора, като някой трябва да победи. Когато го правят черната дупка се затваря, като Ригби е предполагаемият победител. Само половината от стола оцелява, а Мордекай и Ригби са задължени от Бенсън да почистят целия парк, като също така не им позволява да вземат останалата част. В края на епизода те отново играят „Камък, ножица, хартия“ за чистенето, като това предвещава същото събитие са се случи отново.

## Герои
- Мордекай (озвучаван от Джей Джи Кинтел)[1]
- Ригби (озвучаван от Уилям Сайлър)[1]
- Бенсън (озвучаван от Сам Марин)[1]
- Дядко (озвучаван от Сам Марин)[1]
- Скипс (озвучаван от Марк Хамил)[1]
- Мускула (озвучаван от Сам Марин)[1]

## Любопитно
При осмото равенство на Мордекай и Ригби, след като започват играта „Камък, ножица, хартия“, Дядко казва „Good show, dolly good show“ (на български: „Добро шоу, харесвано добро шоу“ (буквален превод)). Тази реплика се превръща в една от най-популярните в „Парк шоу“, както и в сферата на Cartoon Network. През 2012 г. тя се използва в края на специалния музикален клип по случай 20-годишнината на Cartoon Network САЩ, където отново се изпълнява от Дядко.